# Diana Clapham
Diana Clapham –conocida como Tiny Clapham– (Kuala Lumpur, Malasia, 8 de junio de 1957) es una jinete británica que compitió en la modalidad de concurso completo.
Participó en los Juegos Olímpicos de Los Ángeles 1984, obteniendo una medalla de plata en la prueba por equipos (junto con Virginia Holgate, Ian Stark y Lucinda Green). Ganó una medalla de plata en el Campeonato Europeo de Concurso Completo de 1983, en la misma prueba.

## Palmarés internacional
| Juegos Olímpicos   | Juegos Olímpicos             | Juegos Olímpicos | Juegos Olímpicos |
| Año                | Lugar                        | Medalla          | Categoría        |
| ------------------ | ---------------------------- | ---------------- | ---------------- |
| 1984               | Los Ángeles (Estados Unidos) | Medalla de plata | Por equipos      |
| Campeonato Europeo |                              |                  |                  |
| Año                | Lugar                        | Medalla          | Categoría        |
| 1983               | Frauenfeld (Suiza)           | Medalla de plata | Por equipos      |